# Omission (droit)
L'omission est un concept en droit qui peut être défini comme un manquement volontaire ou involontaire de faire ou de dire quelque chose alors qu'un devoir d'agir implicite ou explicite existe.

## Omission du barreau
En France, chaque avocat peut se faire « omettre » du barreau, c'est-à-dire qu'il reste membre de l'Ordre mais ne peut plus faire état de son titre d'avocat ni exercer cette profession ; cette procédure est employée notamment pour pouvoir exercer des activités incompatibles avec celle d'avocat ou bien pour des raisons de santé.

## Droit par pays

### Canada

#### Droit pénal canadien
En droit pénal canadien, une omission peut être un élément de l'actus reus d'une infraction pénale lorsque l'infraction elle-même consiste à omettre de faire quelque chose, comme dans l'infraction d'omission de s’arrêter à la suite d’un accident (art. 320. 16 C.cr.), l'omission de comparaître (art. 145 (2) C.cr.) ou l'omission de se conformer à une ordonnance de non-publication (art. 517 (2) C.cr.).
Dans d'autres infractions qui se caractérisent par le recours à la norme objective de la personne raisonnable, l'omission de faire qqch alors qu'on avait un devoir d'agir est plutôt un élément de la mens rea de négligence. C'est notamment le cas pour les infractions de négligence criminelle (art. 219 C.cr.), de conduite dangereuse (art. 320.13 C.cr.) et d'homicide involontaire coupable résultant de la négligence (art. 222 (5) C.cr.).

#### Common law canadienne
En common law canadienne, l'omission de faire qqch. alors qu'on avait une obligation de diligence peut constituer un délit civil appelé délit civil de négligence lorsque tous les critères du délit sont remplis.

#### Droit civil québécois
En droit civil québécois, la notion de faute de l'art. 1457 du Code civil ne se limite pas à la commission d'actes illicites par un sujet de droit (la faute subjective), elle englobe aussi les manquements qui résultent du défaut d'agir comme une personne raisonnable aurait agi dans les circonstances (la faute objective), ce qui inclut les cas de négligence et les omissions de faire ou de dire qqch. Lorsque les éléments faute, préjudice, lien de causalité et doué de raison sont prouvés dans un procès, cela entraîne la responsabilité civile au Québec.

### Suisse
Le Code pénal suisse prévoit la « commission par omission » : « Un crime ou un délit peut aussi être commis par le fait d’un comportement passif contraire à une obligation d’agir ».
Par exemple, une autorité qui violerait son obligation de dénoncer une infraction dont elle a connaissance pourrait être reconnue coupable d'entrave à l'action pénale par ommission.